# Asłan Żanimow
Asłan Borisowicz Żanimow (ros. Аслан Борисович Жанимов; ur. 28 czerwca 1952, zm. 20 października 2020) – radziecki zapaśnik startujący w stylu klasycznym.
Złoty medalista mistrzostw Europy w 1982. Pierwszy w Pucharze Świata w 1982 roku.
Mistrz ZSRR w 1981 i 1982; drugi w 1979 roku.